# Baynard's Castle

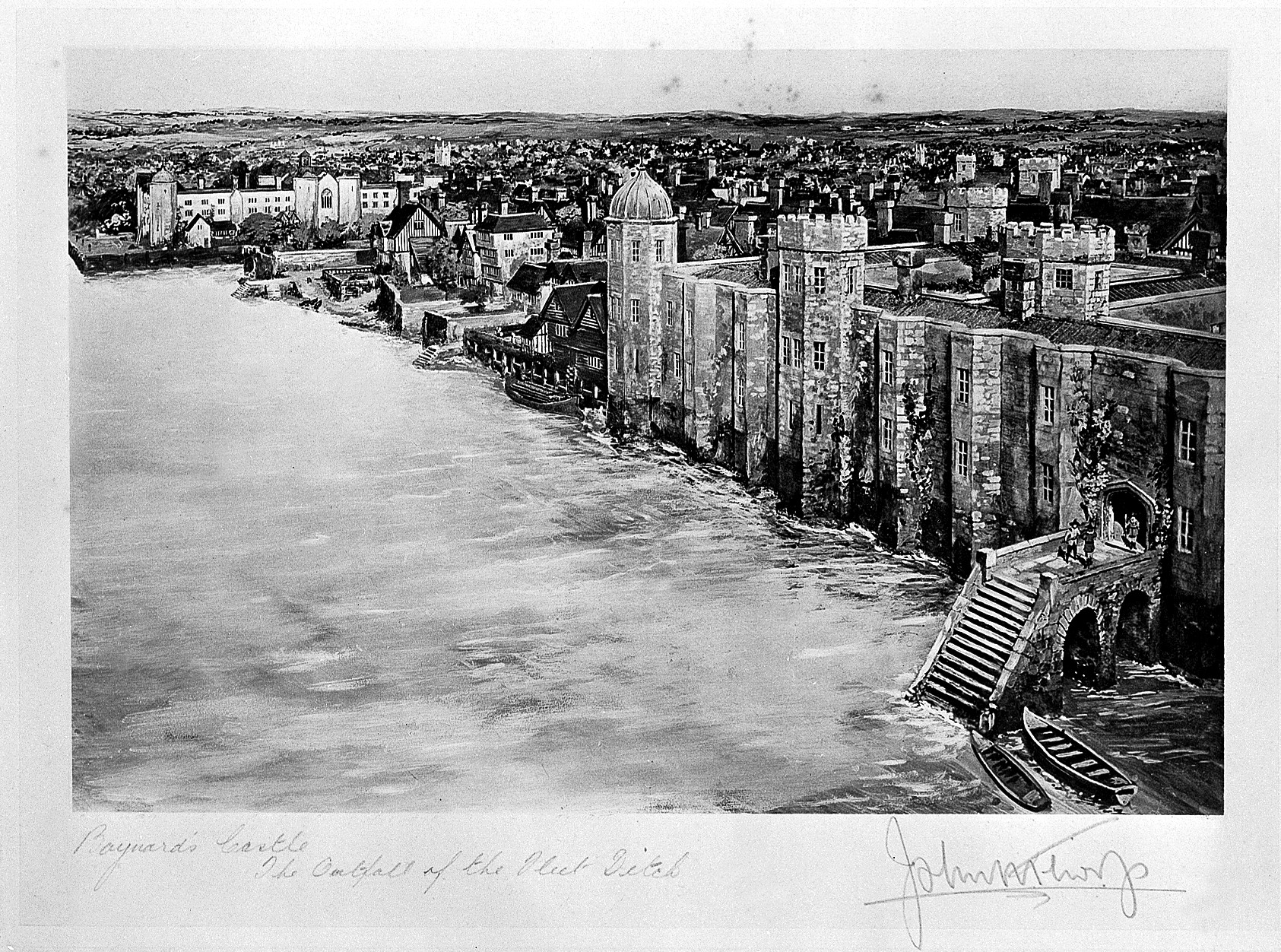

Baynard's Castle era un castello, esistito in epoca medioevale, sito a Londra. Esso fu in varie epoche un castello, un palazzo ed una casa. Esso esistette sullo stesso sito, nel sud-ovest della City of London, per 600 anni dai tempi della conquista normanna dell'Inghilterra fino al grande incendio di Londra. Il nome dice che appartenne al normanno Ralph Baynard.
Conquistando Londra, ancora racchiusa nel London Wall, Guglielmo il Conquistatore cercò di aumentare la protezione della città facendo costruire due castelli. Uno di questi, successivamente chiamato Baynard's Castle, era ubicato nella zona occidentale della città e l'altro, conosciuto come Tower of London, nella zona sud-ovest Una terza fortezza, nota come Montfichet's Castle venne costruita accanto al lato nord-ovest del Baynard's Castle intorno al 1070 e demolita nel XIII secolo.
Baynard's Castle occupava una posizione strategica sulle rive del Tamigi dove le mura della città scendevano verso il fiume, fra il fiume Fleet e la Fleet Tower, non lontano dall'attuale Blackfriars station.
Durante il grande incendio di Londra, la sera del 3 settembre 1666, si sperò che le sue robuste mura di pietra potessero salvarlo dall'incendio, ma così non avvenne ed il castello bruciò per tutta la notte.
Nonostante non sia rimasto nulla del castello, esso può essere visto in alcune antiche stampe di Londra ed il suo nome è ricordato dalla Castle Baynard Street, che si trova a sud di Queen Victoria Street.
Parte del Riccardo III di Shakespeare's si svolge nel Baynard's Castle